# David Noel
David Anthony Noel III (Durham, Carolina del Norte, 27 de febrero de 1984) es un exjugador de baloncesto estadounidense que actualmente ejerce como entrenador asistende de los Greensboro Swarm de la G League. Con 1,98 metros de altura jugaba en la posición de Alero.

## Trayectoria deportiva

### Universidad
Noel jugó en la Universidad de North Carolina, donde finalizó con 880 puntos, 549 rebotes, 247 asistencias, 60 tapones y 137 robos de balón en 127 partidos, 51 como titular. En su temporada sénior promedió 12.9 puntos y 6.8 rebotes por partido, siendo nombrado en el segundo mejor quinteto de la ACC y en el mejor defensivo. Hasta entonces, Noel era un jugador clave saliendo desde el banquillo y especialista defensivo, ayudando a los Tar Heels al campeonato nacional de 2005.
Noel ganó el concurso de mates de la NCAA durante la Final Four Weekend, batiendo a James White y Rodney Carney.
El 15 de abril de 2008 se incorporó a la disciplina del Joventut de Badalona de la Liga ACB.

### NBA
Noel fue seleccionado en el Draft de la NBA de 2006 por Milwaukee Bucks en la 39.ª posición, promediando 2.7 puntos y 1.8 rebotes en 68 partidos en su temporada rookie. Su mejor actuación la realizó ante Indiana Pacers el 11 de abril de 2007, anotando 18 puntos con un 7/10 en tiros de campo.

## Vida privada
Noel asistió a la Southern School de Durham, Carolina del Norte, donde además de jugar al baloncesto se destacó como jugador de fútbol americano en el equipo de la institución. 
Durante su paso por la universidad se hizo miembro de la fraternidad Kappa Alpha Phi.